# Commissario Laurenti – Totentanz
Commissario Laurenti – Totentanz ist ein deutscher Kriminalfilm von Ulrich Zrenner aus dem Jahr 2009. Das Drehbuch von Thorsten Näter geht auf den gleichnamigen Roman von Veit Heinichen zurück. Für den von Henry Hübchen verkörperten Triester Vice Questore Commissario Proteo Laurenti ist es sein fünfter und zugleich letzter Fall. Barbara Rudnik ist als Laurentis Ehefrau Laura besetzt, Florian Panzner und Catherine Flemming arbeiten ihm zu, und Sergej Moya und Sophia Thomalla verkörpern Laurentis Kinder Marco und Livia. In tragenden Rollen sind Rolf Hoppe, Johannes Silberschneider, Ann-Kathrin Kramer, Carolina Vera und als Gast Christopher Buchholz besetzt.
Commissario Laurenti bekommt es in seinem letzten Fall erneut mit seinem Erzfeind Drakic zu tun, der ein Kopfgeld auf ihn ausgesetzt hat. Bei seinen Ermittlungen gerät er in große Gefahr. Das Erste stellte den Film mit folgenden Worten vor: „Vor der pittoresken Kulisse Triests erzählt ‚Totentanz‘, der fünfte Film der populären Commissario-Laurenti-Reihe, eine packende, knallharte Geschichte um den ebenso eigenwilligen wie sympathischen Ermittler.“

## Handlung
Commissario Proteo Laurenti ist auf einer Landstraße unterwegs, als er von einem dunklen Pick-up beinahe von der Straße abgedrängt wird. Laurenti ist mit der befreundeten kroatischen Staatsanwältin Ziva Ravno verabredet, die ihn darüber informiert, dass der kroatische Mafiaboss Viktor Drakic seine Killer auf ihn angesetzt hat. Mit Drakic schlägt Laurenti sich schon lange herum. Da für den Commissario der Umgang mit Kriminellen jedoch zum Alltag gehört, beunruhigt ihn das zunächst nicht weiter, zumindest versucht er, die bedrohliche Nachricht zu verdrängen.
Am nächsten Tag drängt der dunkle Pick-up einen Kleinwagen absichtlich von der Straße ab, sodass beide Insassen zu Tode kommen. Laurenti lässt den Pick-up zur Fahndung ausschreiben. Bei den Opfern handelt es sich um ein Hausmeisterehepaar, das im Triester Wissenschaftspark angestellt war. Dort absolviert Laurentis Tochter Livia gerade ein Praktikum.
Laurenti bekommt es schon bald mit einem weiteren Mordfall zu tun. Die junge Journalistin Alba Guerra wurde mit einem getrockneten Stockfisch geschlagen und eine Treppe hinuntergestürzt. Der Commissario erhofft sich Erkenntnisse von der Speicherkarte ihrer Kamera, lässt aber auch alle Fingerabdrücke auswerten. So findet er heraus, dass Tatjana Drakic, die Schwester seines Erzfeindes Viktor Drakic, unter falschem Namen im Konsulat untergetaucht ist. Laurenti bemerkt allerdings nicht, dass es sich bei einer Konsulin aus Numenistan um Tatjana Drakic handelt, die sich einer Gesichtsoperation unterzogen hat und nun unter falschem Namen und im Schutz diplomatischer Immunität ungehindert die Geschäfte ihres Bruders in Triest weiterführt. Die Journalistin Alba Guerra war als Sensationsreporterin bekannt und hat nach Laurentis Recherche an einer Enthüllungsstory über Industriespionage im Wissenschaftspark gearbeitet. Anhand der Fotos aus ihrer Kamera ist erkennbar, dass der getötete Hausmeister geheime Daten für Tatjana Drakic ausspioniert hatte. Daher ist sicher, dass er und seine Frau im Auftrag der Drakics als unliebsame Mitwisser beseitigt wurden.
Als die Drakics bemerken, dass ihnen der Commissario allmählich gefährlich zu werden droht, gehen sie in die Offensive. Als Erstes setzen sie ihre Killer auf Laurentis Tochter Livia an, die den Überfall dank ihrer körperlichen Fitness gerade so abwenden und den beiden zudringlichen Männern mit Müh und Not entkommen kann. Anhand von Fingerabdrücken auf dem Auto von Livia und am Auto der Babics können die beiden Männer identifiziert und verhaftet werden. Während Laurenti einen der Männer verhört, wird dieser von einem Scharfschützen Drakics durch das Fenster erschossen. Auch der Commissario wird von einer Kugel getroffen, was man dazu nutzt, seinen Tod vorzutäuschen, um ihn so vor weiteren Attentaten zu schützen.
Da man vor allem dank Laurentis Sekretärin Marietta inzwischen herausgefunden hat, dass es sich bei der Konsulin um Tatjana Drakic handelt, bleibt der Zugriff auf die Frau aufgrund ihrer diplomatischen Immunität verwehrt. Dank ihres Diplomatenstatus bleibt sie vor der italienischen Justiz geschützt. Marietta, die wütend über die Machtlosigkeit staatlicher Stellen ist, legt Tatjana mit einem Trick herein und nimmt sie in ihrer Wohnung gefangen. Einzig ihren Kollegen Antonio weiht sie in ihren Plan ein, der Viktor Drakic dazu bringen soll, sein Versteck zu verlassen. Das funktioniert auch, Drakic verlässt sein Versteck. In einer alten Straßenbahn kommt es zu einem dramatischen Schusswechsel, bei dem nicht nur Viktor Drakic erschossen wird, sondern auch seine Schwester Tatjana, und zwar von ihm selbst, als er getroffen durch einen Schuss am Boden liegend auf den doch eingeweihten Commissario Laurenti zielt und Tatjana tödlich trifft.

## Produktion

### Produktionsnotizen, Hintergrund
Commissario Laurenti – Totentanz  wurde vom 28. April bis zum 28. Mai 2008 an Schauplätzen in und um Triest gedreht. Der Film wurde von der Trebitsch Entertainment im Auftrag der ARD Degeto für Das Erste produziert. Die Aufnahmeleitung hatten Ines Frederich und Tom Sielski inne, die Produktionsleitung lag bei Jorn Kasbohm und die Redaktion bei Hans Wolfgang Jurgan und Claudia Luzius. Der Film entstand mit freundlicher Unterstützung der Friuli Venezia Giulia Film Commission.
Der Filmtitel Totentanz bezieht sich auf das gleichnamige Fresko.
Die Rolle der Tatjana Drakic wird in dieser Episode von Ann-Kathrin Kramer verkörpert. Im zweiten Fall Laurentis Gib jedem seinen eigenen Tod spielte Claudia Mehnert die Rolle. Im Film erklärt man das veränderte Aussehen Drakics und den damit offensichtlich einhergehenden optischen Unterschied der beiden Schauspielerinnen mit einer Schönheitsoperation. Selbst der Commissario erkennt sie nicht. Erst als Fingerabdrücke sich als identisch erweisen, fliegt die falsche Identität als angebliche Konsulin auf.

### Veröffentlichung, Fortsetzung
Die Erstausstrahlung des Films erfolgte am 8. Januar 2009 zur Hauptsendezeit wie seine Vorgänger Gib jedem seinen eigenen Tod, Tod auf der Warteliste und Der Tod wirft lange Schatten auf dem Sendeplatz am Donnerstag im Programm der ARD Das Erste. Der erste Fall Die Toten vom Karst kam sonntags auf dem für den Tatort reservierten Sonntagssendeplatz.
Im März 2009 entschied sich die ARD, die Kriminalfilmreihe wegen schwacher Einschaltquoten nicht mehr fortzusetzen.

## Kritik
TV Spielfilm vergab die schlechteste Wertung, indem der Daumen nach unten ging, und befand: „Ein Totentanz für Logik und Anspruch“.